# رائول ناواس (بازیکن فوتبال، زاده ۱۹۸۸)
رائول ناواس (انگلیسی: Raúl Navas؛ زادهٔ ۱۱ مهٔ ۱۹۸۸) بازیکن فوتبال اهل اسپانیا است.
از باشگاه‌هایی که در آن بازی کرده‌است می‌توان به باشگاه فوتبال رئال سوسیداد، باشگاه فوتبال رئال وایادولید، باشگاه فوتبال ایبار، باشگاه فوتبال سلتاویگو، و باشگاه فوتبال سویا اشاره کرد.